# Asien-Korps
L'Asien-Korps (corps d'Asie) ou Levante-Korps (corps du Levant) est une unité de l'armée impériale allemande engagée en soutien de l'Empire ottoman pendant la Première Guerre mondiale en Orient entre 1916 et 1918. Il fournit un appui technique et aérien et participe à plusieurs batailles de la campagne du Sinaï, de Palestine et de Syrie avant d'être rapatrié en Allemagne en octobre 1918, à la veille de la capitulation ottomane.

## PériodePacha I(1914 - avril 1917)

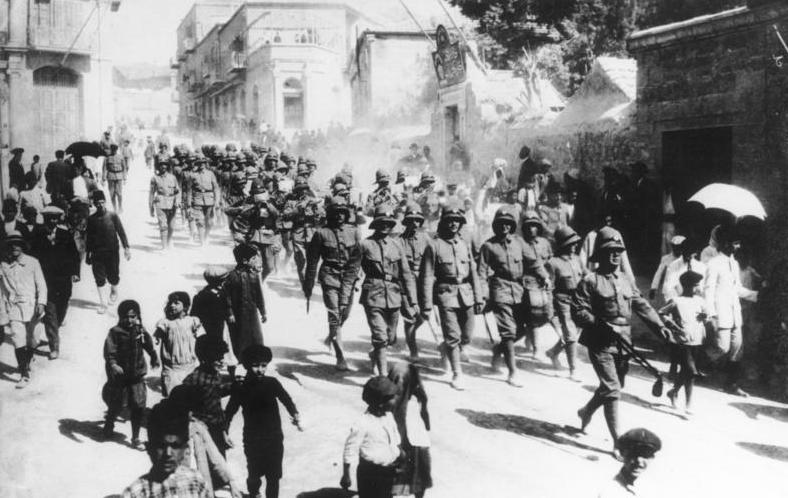
Soldats allemands à Jérusalem, 1916-1917.

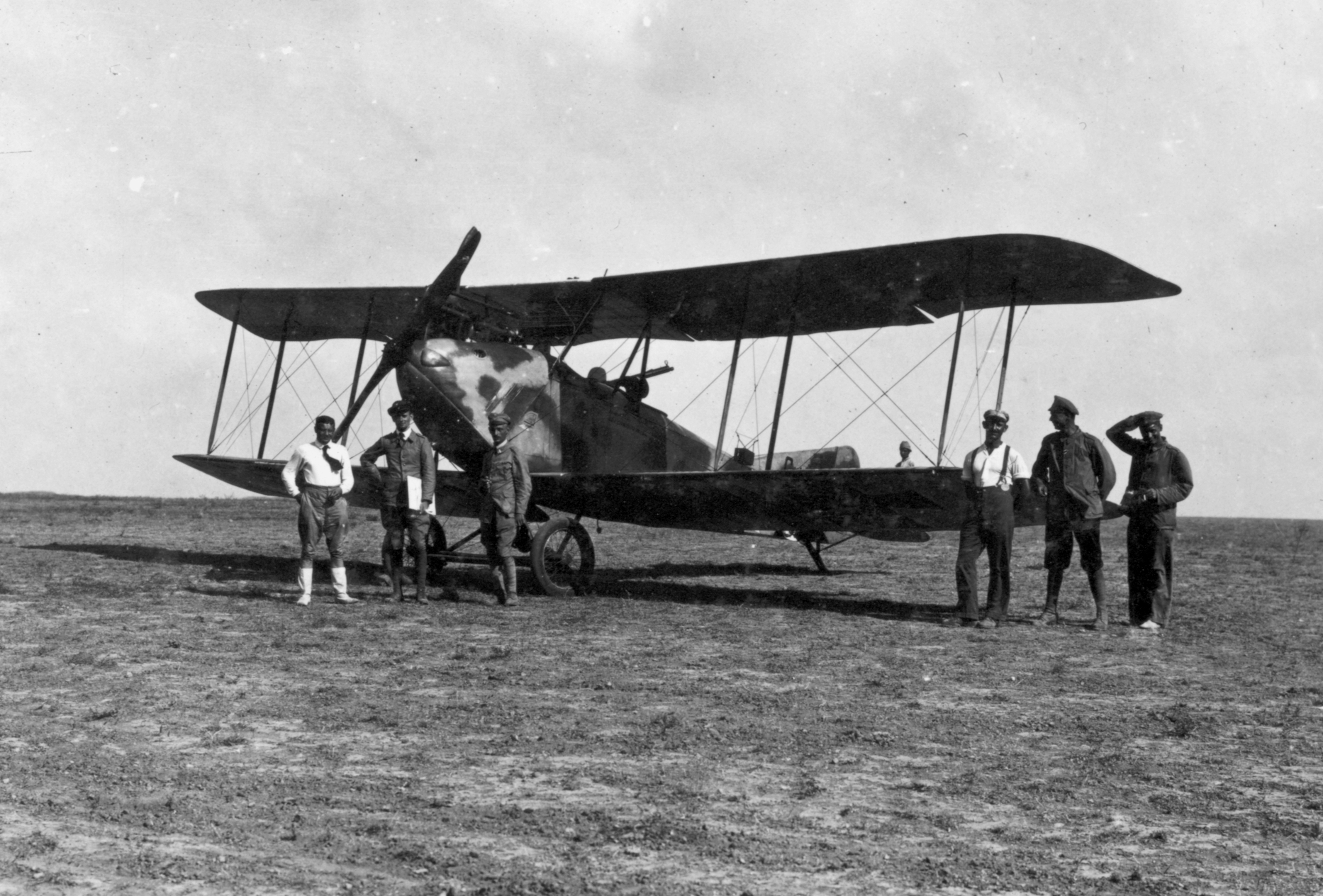
Biplan allemand AEG C.IV en Palestine, 1917.

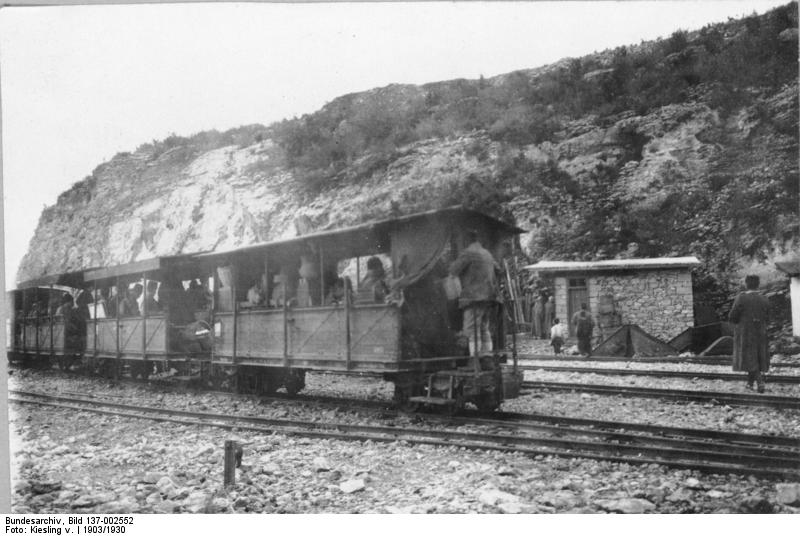
Chemin de fer du Taurus en 1903.

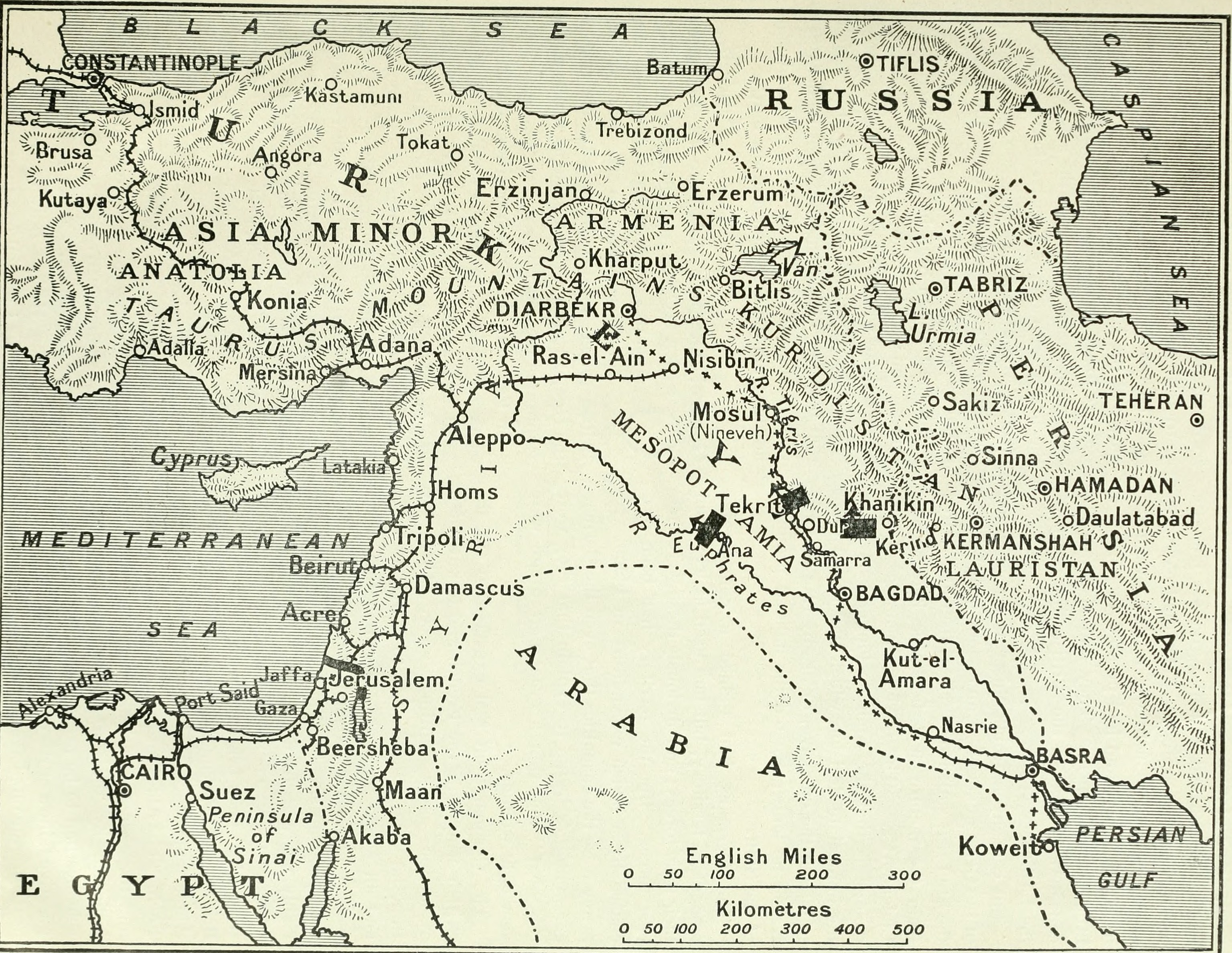
Chemins de fer ottomans du Moyen-Orient et fronts en avril 1918.

En application de l'alliance germano-ottomane du 21 août 1914, avant même l'entrée en guerre de l'Empire ottoman aux côtés des Empires centraux (29 octobre 1914), la mission militaire allemande assure un appui très important à l'armée ottomane et à la marine encadrée par des officiers allemands. L'Allemagne fournit aux Ottomans des armes, de l'équipement et des cadres. Pendant l'hiver 1914-1915, un corps de pionniers allemands, sous la direction de Heinrich August Meissner, est envoyé à la 4e armée ottomane en Palestine pour construire un chemin de fer de campagne en vue de l'offensive contre le canal de Suez. En janvier 1916, le colonel Friedrich Kress von Kressenstein, avec quelques officiers, dirige une mission de reconnaissance vers le canal de Suez. En mars 1916, le corps expéditionnaire Pacha I met en place un système d'étapes entre les Balkans, Constantinople, le Taurus, Alep, Damas, Jérusalem et le désert du Sinaï. Le 1er avril 1916, la force aérienne 300 Pacha, commandée par Gerhard Felmy (de), se met en place à Bir es-Seba dans le sud de la Palestine avec 14 avions de reconnaissance Rumpler C.I. Elle se déplace en juin 1916 à El-Arich et en juillet à Bir al-Abed (en). Le corps allemand qui se met en place sous le nom d'Asien-Korps (corps d'Asie) est rejoint par le petit contingent de troupes austro-hongroises au Moyen-Orient (de).
Les forces allemandes se composent des unités suivantes :
- 701e bataillon d'infanterie
- Sections d'artillerie no 701, 702 et 703
- 701e compagnie de mitrailleurs
- escadron de cavalerie de l'Asien-Korps
- 701e détachement de pionniers
- 205e compagnie de pionniers
- Détachement aérien no 300 (Pacha)
- 27e détachement de signaux de montagne
- 27e détachement d'arpentage
- Section médicale

L'Asien-Korps, commandé par Kress von Kressenstein, participe à la bataille de Romani (3-5 août 1916) aux côtés de la 3e division ottomane (Refet Bey (en)). La défaite germano-ottomane contre l'Egyptian Expeditionary Force britannique met fin à la seconde et dernière tentative contre le canal de Suez.
En octobre 1916, la force aérienne 300 Pacha est ramenée à Bir es-Seba et, en janvier 1917, à Ramla.
En décembre 1916, une mission de médecine militaire de la marine allemande est envoyée pour combattre le typhus, le choléra et autres maladies endémiques au Moyen-Orient. Des infirmières allemandes des Sœurs de la charité de Saint-Charles et des diaconesses sont aussi dépêchées sur le front.
Au printemps 1917, le commandement allemand est transféré à Tell es-Sheria (Guérar). Les Germano-Ottomans remportent sur les Britanniques du général Archibald Murray la première bataille de Gaza (26 mars) puis la deuxième (19 avril 1917).

## PériodePacha II(avril 1917 - octobre 1918)

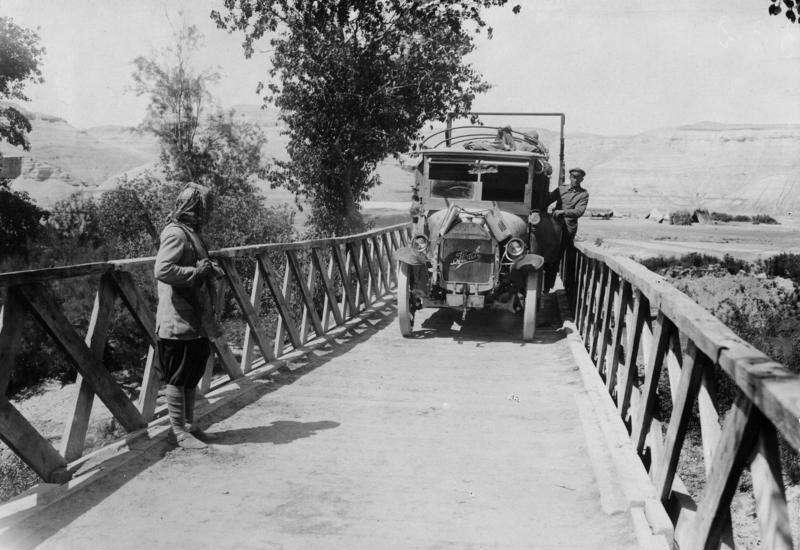
Camion militaire allemand franchisant un pont en Palestine, avril 1917.

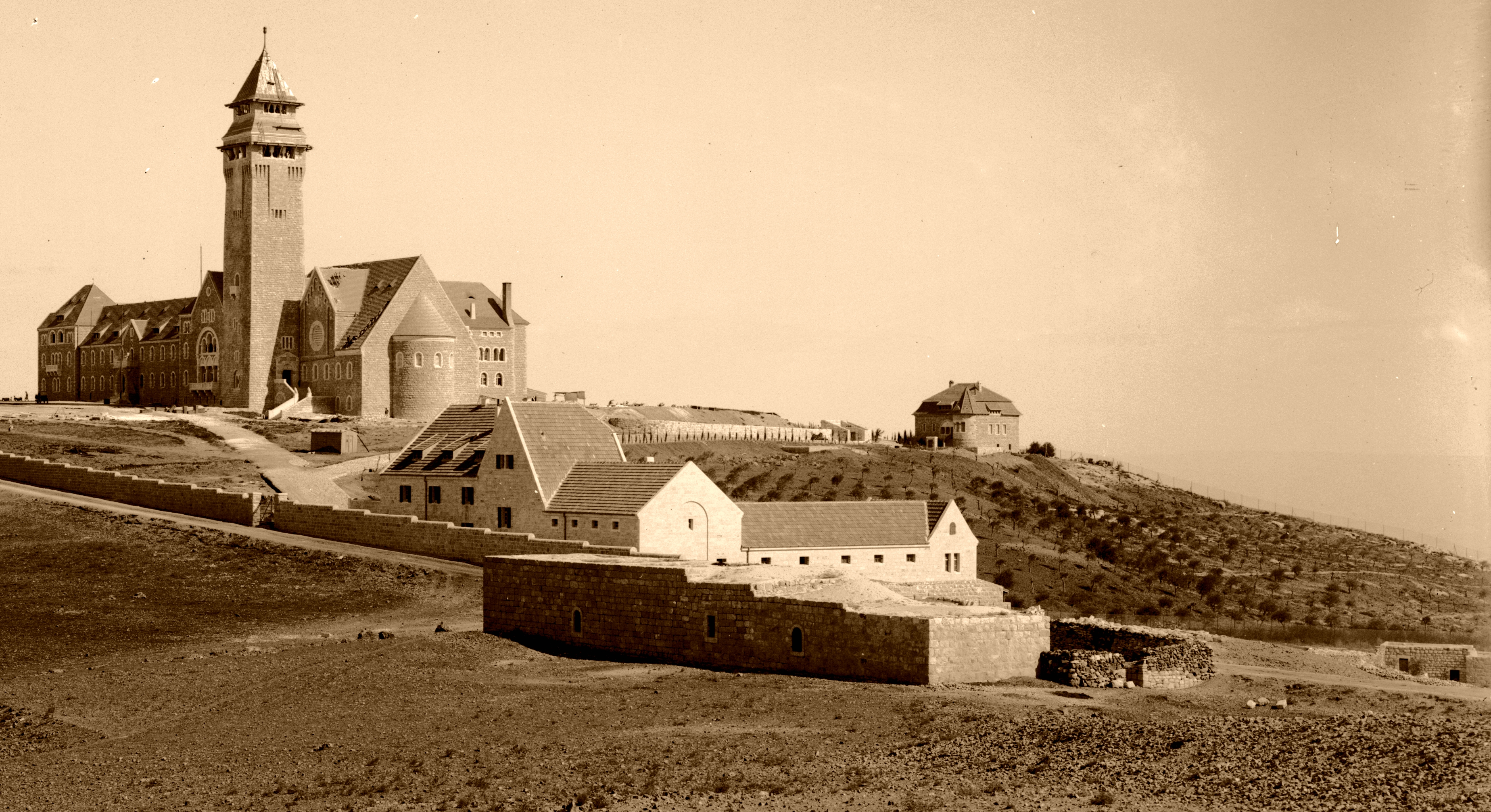
L'Hôpital Augusta Victoria, v.1910.

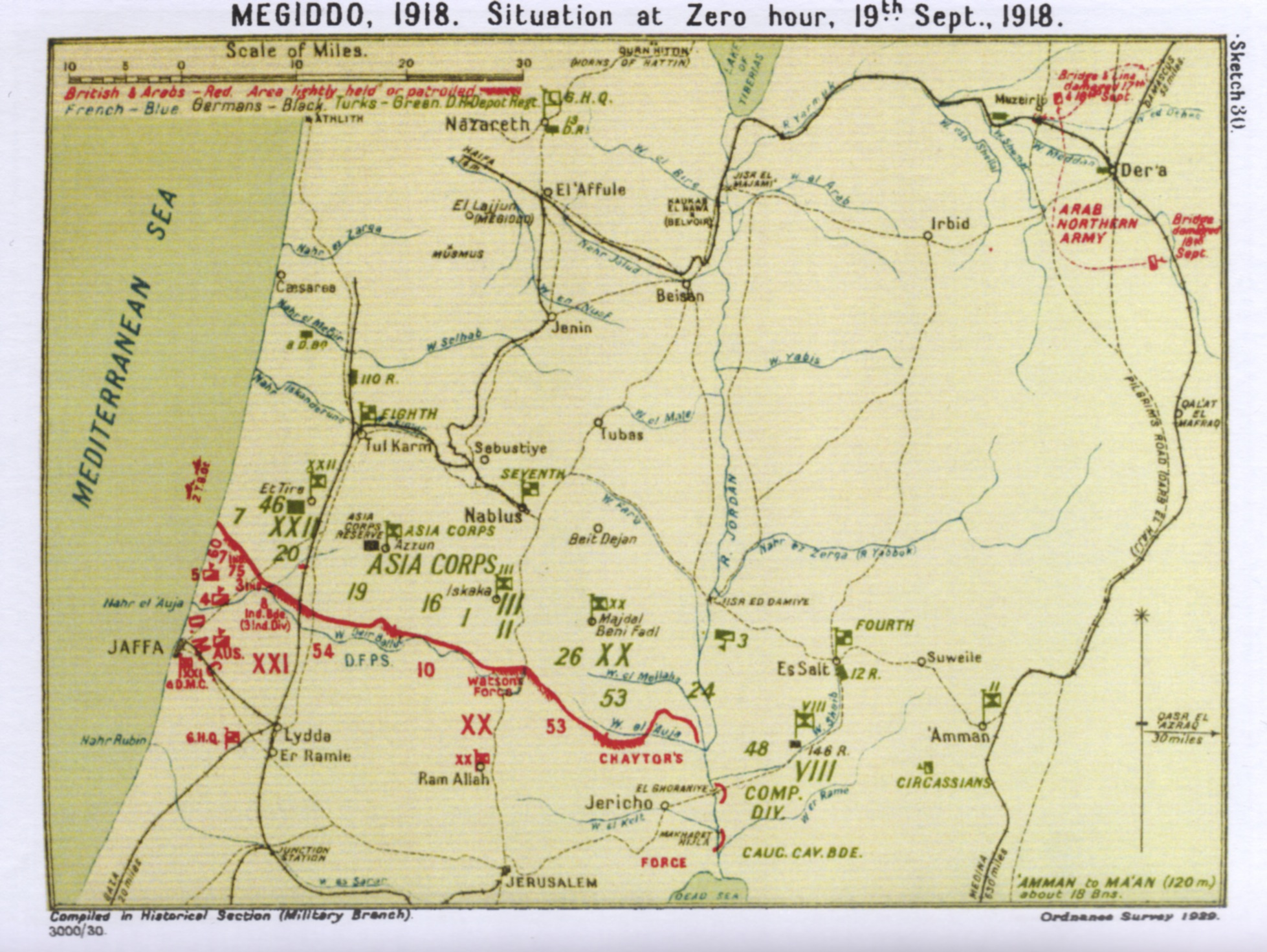
L'Asien-Korps (Asia Corps) à la bataille de Megiddo, 19 septembre 1918.

Le 28 avril 1917, le Feld-maréchal allemand Erich von Falkenhayn arrive à Constantinople avec la mission de réorganiser les forces germano-ottomanes au Moyen-Orient. Un nouveau corps allemand appelé Pacha II est mis sur pied en Silésie, fortement équipé en artillerie et mitrailleuses : il doit être le fer de lance d'un nouveau groupe d'armées appelé groupe d'armées Yildirim (en) par les Ottomans, en hommage au sultan conquérant Bayezid surnommé Yildirim (« La foudre »), et Heeresgruppe F par les Allemands. Meissner fait démonter le chemin de fer du Sinaï qui arrivait à une centaine de kilomètres à l'ouest de Bir es-Seba pour le réorienter vers le nord-ouest en direction de Gaza. Cependant, Falkenhayn hésite encore entre attaquer aux confins de la Palestine, pour éliminer les avant-postes britanniques et le chemin de fer britannique du Sinaï, ou renforcer la 6e armée ottomane et repousser le corps expéditionnaire britannique (le 3e corps indien) qui s'est emparé de Bagdad le 11 mars. La mise en place du groupe d'armées Yildirim est lente à cause de l'inertie des services ottomans, de plus en plus las de la guerre et de l'arrogance de leurs alliés allemands, et de la pénurie générale de moyens de transport, provisions et équipements.
En août 1917, un important renfort de troupes est envoyé d'Allemagne pour constituer le corps Pacha II. La saturation du réseau ferroviaire retarde considérablement l'entrée en ligne des troupes allemandes : leur matériel reste bloqué pendant deux mois à la gare de Haydarpaşa, sur la rive asiatique du Bosphore, à la suite d'une explosion, survenue le 6 septembre 1917, dont on ignore si elle est accidentelle ou le résultat d'un sabotage. Quand l'Asien-Korps arrive en Mésopotamie, le contraste est flagrant entre les soldats allemands, bien équipés, bien nourris, circulant en camion, et les soldats ottomans affamés et déguenillés. En octobre, Falkenhayn décide d'engager le groupe d'armées Yildirim, avec l'Asien-Korps, sur le front de Palestine qui apparaît prioritaire.
Le corps allemand en cours de formation, commandé par Friedrich Kress von Kressenstein jusqu'en juillet 1917 puis par Werner von Frankenberg und Proschlitz (de), a son état-major sur le mont des Oliviers, à l'Hôpital Augusta Victoria de Jérusalem. Il comprend les unités suivantes :
- 146e régiment d'infanterie
- 702e et 703e (avec le 701e bataillon, les mitrailleurs et d'autres troupes héritées de Pacha I, ce détachement représente la force d'un régiment)
- 11e bataillon de chasseurs à pied (de)
- Détachements aériens no 301, 302, 303, 304 (bavarois), 305
- 55e escadrille de chasse
- 28e détachement de signaux de montagne
- Détachement de transmissions Pacha I (Nachrichtenabteilung)

La force aérienne allemande comprend des avions de reconnaissance AEG C.IV et Albatros C.III, des chasseurs Pfalz E.I (de) et E.II, Albatros D.III, et le bombardier Rumpler C.I.
En novembre 1917, l'avance de l'armée britannique, commandée par Edmund Allenby, oblige les Allemands à transférer leurs bases aériennes vers le nord, vers Bethléem de Galilée, Jénine, Afoula et le lac de Tibériade. Une escadrille allemande d'une dizaine d'avions et une escadrille ottomane sont basées à Deraa, au sud de Damas, pour empêcher les raids des insurgés arabes. Pendant la bataille de Jérusalem (novembre-décembre 1917), l'Asien-Korps est rattaché à la 8e armée ottomane commandée par Kress von Kressenstein (jusqu'au 2 décembre 1917) puis par Djevad Pacha.
La garnison ottomane, avec les consuls allemand et austro-hongrois, évacue Jérusalem dans la journée du 8 décembre. En décembre, le front se stabilise en Palestine centrale et, jusqu'en septembre 1918, les deux armées ne se livrent plus que des escarmouches. Le 14 juillet 1918, lors de la bataille d'Abou Telloul (en), un détachement de l'Asien-Korps, appuyé par des unités ottomanes, tente d'emporter un avant-poste britannique bien retranché sur un sommet rocheux au bord du Wadi Auja (en) : l'attaque échoue, les Allemands et les Ottomans se renvoyant la responsabilité de l'échec.
En septembre 1918, lors de la bataille de Megiddo, l'Asien-Korps fait partie de l'aile gauche de la 8e armée, corps commandé par le colonel Gustav von Oppen (1867-1918). L'Asien-Korps est une des rares unités à conserver sa cohésion au milieu de la débâcle ottomane, laissant une forte impression à son adversaire, le colonel Lawrence : « Pour la première fois, j'ai été fier de l'ennemi qui avait tué mes frères. Ils étaient à dix mille miles de leur pays, sans espoir et sans guide, dans des conditions qui auraient ébranlé les nerfs des plus braves. Pourtant, leurs sections avançaient en rangs fermes, fendant le flot des Turcs et Arabes en débandade comme un navire cuirassé, la tête haute et en silence. Quand ils étaient attaqués, ils s'arrêtaient, prenaient position, ouvraient le feu en ordre. Il n'y avait pas de hâte, pas de cris, pas d'hésitation. Ils étaient glorieux. »
Après Megiddo, l'Asien-Korps se replie en bon ordre et échappe à l'encerclement lors de la bataille de Damas (26 septembre - 1er octobre 1918). L'aviation allemande est évacuée vers Mouslimiié, près d'Alep, puis vers Pozantı dans le vilayet d'Adana.
Le colonel Gustav von Oppen, qui avait pris le commandement des troupes allemandes, meurt du choléra. Il est décoré à titre posthume de l'ordre Pour le Mérite. L'Asien-Korps, avec les restes des 23e et 47e divisions ottomanes, est transféré dans la région de Tarsus pour protéger la côte contre un éventuel débarquement : c'est en même temps la dernière étape avant un éventuel rapatriement en Europe. Le 22 octobre, le haut commandement allemand ordonne le départ de toutes les troupes allemandes du Moyen-Orient. La capitulation ottomane, le 30 octobre, met fin aux hostilités.

## Dans la culture
- Archéologie et géographie. L'Asien-Korps s'était doté d'un service de protection des sites archéologiques, le Deutsch-Türkisches Denkmalschutzkommando (de), créé le 1er novembre 1916 sous la direction de Theodor Wiegand, avec son siège à Damas. Son service de photographie aérienne laisse une collection de 2 872 plaques photographiques, conservées aux archives bavaroises à Munich. Son service cartographique laisse une série de cartes topographiques de la Palestine et du Sinaï.
- Roman. Dans La mort est mon métier de Robert Merle (1952), le narrateur, Rudolf Lang, a été un jeune soldat dans les troupes allemandes du Moyen-Orient et a assisté au massacre d'un village arabe par les soldats turcs, premier apprentissage du crime pour un homme qui deviendra militant nazi puis directeur d'un camp d'extermination. Ce parcours, y compris le service au Moyen-Orient, s'inspire de celui du commandant SS Rudolf Höss[10].